# Ворошилов 504
„Ворошилов 504" е 4-лампов суперхетеродинен радиоприемник трети клас с 3 обхвата, поизвеждан от Слаботоковия завод „Климент Ворошилов" в София от 1950 г.
Захранва се от мрежа с променливо напрежение 110, 150 и 220 волта. Вълновите обхвати на приемника са: къси от 16 до 50 метра, средни от 180 до 600 метра и дълги от 750 до 2050 метра. Външният дизайн на 504 е точно копие на „Телефункен 2B54GWK“.

## Модификации
„Ворошилов 504" се произвежда в няколко модификации в зависимост от използваните лампи:
- 504 – Е серия с лампи ECH4, ECH4, EBL1, AZ1
- 504 А – U серия – с лампи UCH21, UCH21, UBL21, UY1
- 504 Б – U серия – с лампи UCH21, UCH21, UBL21, UY1
- 504 С – С серия – с лампи 6А8 (или 6А8), 6К3, 6Г2, 6V6, 6Ц5С
- 504 УТ – С серия – с лампи 6А8, 6К3, 6Г2, 6V6, 6Ц5С